# Overpass Graffiti
Overpass Graffiti è un singolo del cantautore britannico Ed Sheeran, pubblicato il 29 ottobre 2021 come quarto estratto dal settimo album in studio =.

## Video musicale
Il video, diretto da Jason Koening, è stato reso disponibile in concomitanza con l'uscita del brano attraverso il canale YouTube dell'artista.

## Tracce
Testi e musiche di Ed Sheeran, Johnny McDaid e Steve Mac.
CD (Europa)
1. Overpass Graffiti – 3:56

Download digitale – Alle Farben Remix
1. Overpass Graffiti (Alle Farben Remix) – 3:23

Download digitale – TCTS Remix
1. Overpass Graffiti (TCTS Remix) – 4:36

## Classifiche

### Classifiche settimanali
| Classifica (2021-22) | Posizione massima |
| -------------------- | ----------------- |
| Argentina            | 91                |
| Australia            | 8                 |
| Austria              | 20                |
| Belgio (Fiandre)     | 11                |
| Belgio (Vallonia)    | 11                |
| Canada               | 23                |
| Croazia              | 7                 |
| Danimarca            | 16                |
| Finlandia            | 12                |
| Francia              | 64                |
| Germania             | 17                |
| Grecia               | 41                |
| Irlanda              | 4                 |
| Islanda              | 23                |
| Italia               | 66                |
| Libano               | 19                |
| Lituania             | 24                |
| Norvegia             | 21                |
| Nuova Zelanda        | 10                |
| Paesi Bassi          | 28                |
| Polonia              | 5                 |
| Portogallo           | 44                |
| Regno Unito          | 4                 |
| Repubblica Ceca      | 20                |
| Singapore            | 17                |
| Slovacchia           | 19                |
| Spagna               | 81                |
| Stati Uniti          | 41                |
| Sudafrica            | 26                |
| Svezia               | 19                |
| Svizzera             | 13                |

### Classifiche di fine anno
| Classifica (2022) | Posizione |
| ----------------- | --------- |
| Belgio (Fiandre)  | 38        |
| Belgio (Vallonia) | 77        |
| Islanda           | 72        |
| Regno Unito       | 51        |